# 圣德西德里乌
圣德西德里乌（葡萄牙語：São Desidério）是巴西巴伊亚州的一个市镇。总面积14819.585平方公里，总人口19027人，人口密度1.3人/平方公里。